# L'Étang-Bertrand
L'Étang-Bertrand est une commune française, située dans le département de la Manche en région Normandie, peuplée de 344 habitants.

## Géographie
La commune est au centre de la péninsule du Cotentin. Son bourg est à 6 km à l'est de Bricquebec, à 10 km au sud-ouest de Valognes et à 12 km au nord de Saint-Sauveur-le-Vicomte.
| Rocheville | Rocheville, Négreville | Négreville |
| Bricquebec | L'Étang-Bertrand       | Morville   |
| Bricquebec | Magneville             | Magneville |

### Hydrographie
La commune est située dans le bassin Seine-Normandie. Elle est drainée par la Douve, le ruisseau du Pont Durand, un bras de la Douve, le ruisseau des Passours et divers autres petits cours d'eau,.
La Douve, d'une longueur de 79 km, prend sa source dans la commune de Tollevast et se jette  dans la baie de Seine à Carentan-les-Marais, après avoir traversé 28 communes. 

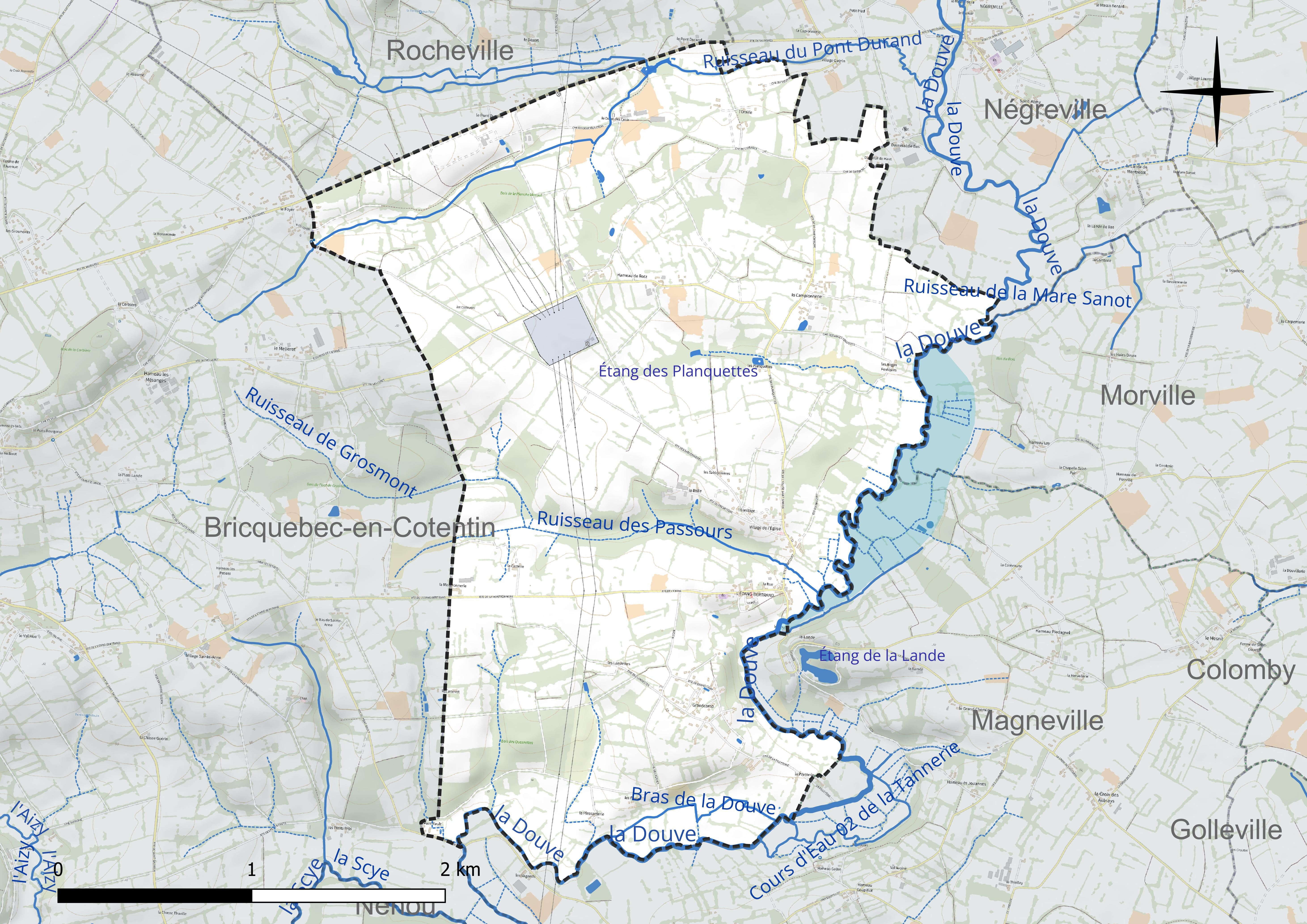
Réseau hydrographique de l'Étang-Bertrand.

Un plan d'eau complète le réseau hydrographique : l'étang des Planquettes (0,2 ha),.

### Climat
Pour des articles plus généraux, voir Climat de la Normandie et Climat de la Manche.
En 2010, le climat de la commune est de type climat océanique franc, selon une étude du Centre national de la recherche scientifique s'appuyant sur une série de données couvrant la période 1971-2000. En 2020, Météo-France publie une typologie des climats de la France métropolitaine dans laquelle la commune est exposée à un climat océanique et est dans la région climatique  Normandie (Cotentin, Orne), caractérisée par une pluviométrie relativement élevée (850 mm/a) et un été frais (15,5 °C) et venté. Parallèlement le GIEC normand, un groupe régional d’experts sur le climat, différencie quant à lui, dans une étude de 2020, trois grands types de climats pour la région Normandie, nuancés à une échelle plus fine par les facteurs géographiques locaux. La commune est, selon ce zonage, exposée à un « climat maritime », correspondant au Cotentin et à l'ouest du département de la Manche, frais, humide et pluvieux, où les contrastes pluviométrique et thermique sont parfois très prononcés en quelques kilomètres quand le relief est marqué.
Pour la période 1971-2000, la température annuelle moyenne est de 11 °C, avec une amplitude thermique annuelle de 11,4 °C. Le cumul annuel moyen de précipitations est de 937 mm, avec 14,8 jours de précipitations en janvier et 7,2 jours en juillet. Pour la période 1991-2020, la température moyenne annuelle observée sur la station météorologique la plus proche, située sur la commune de Cherbourg-en-Cotentin à 20 km à vol d'oiseau, est de 12,1 °C et le cumul annuel moyen de précipitations est de 963,9 mm,. Pour l'avenir, les paramètres climatiques de la commune estimés pour 2050 selon différents scénarios d’émission de gaz à effet de serre sont consultables sur un site dédié publié par Météo-France en novembre 2022.

## Urbanisme

### Typologie
Au 1er janvier 2024, L'Étang-Bertrand est catégorisée commune rurale à habitat dispersé, selon la nouvelle grille communale de densité à sept niveaux définie par l'Insee en 2022. Elle est située hors unité urbaine. Par ailleurs la commune fait partie de l'aire d'attraction de Cherbourg-en-Cotentin, dont elle est une commune de la couronne,. Cette aire, qui regroupe 77 communes, est catégorisée dans les aires de 50 000 à moins de 200 000 habitants,.

### Occupation des sols
L'occupation des sols de la commune, telle qu'elle ressort de la base de données européenne d’occupation biophysique des sols Corine Land Cover (CLC), est marquée par l'importance des territoires agricoles (100 % en 2018), une proportion identique à celle de 1990 (100 %). La répartition détaillée en 2018 est la suivante : prairies (49 %), zones agricoles hétérogènes (37,4 %), terres arables (13,5 %). L'évolution de l’occupation des sols de la commune et de ses infrastructures peut être observée sur les différentes représentations cartographiques du territoire : la carte de Cassini (XVIIIe siècle), la carte d'état-major (1820-1866) et les cartes ou photos aériennes de l'IGN pour la période actuelle (1950 à aujourd'hui).

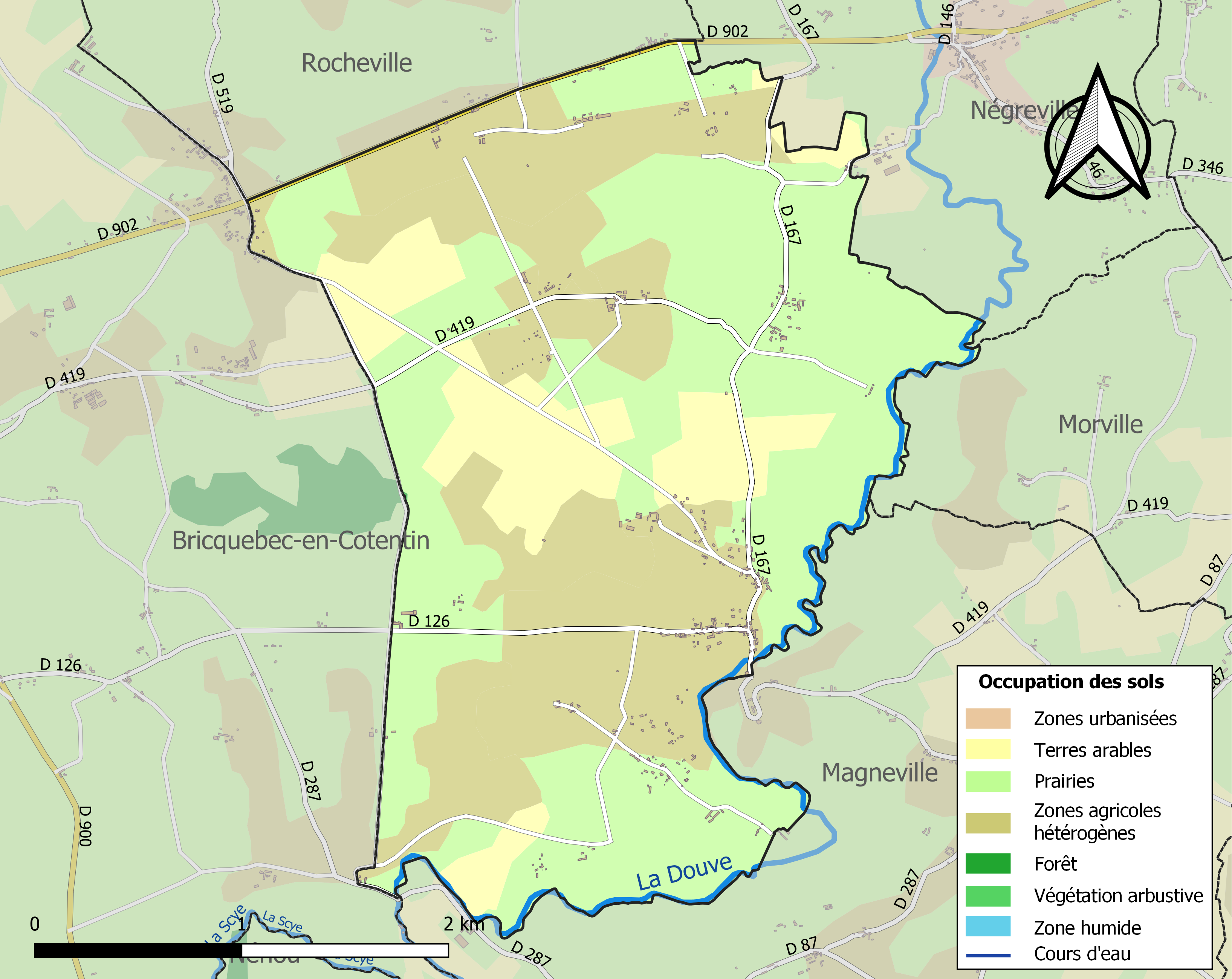
Carte des infrastructures et de l'occupation des sols de la commune en 2018 (CLC).

## Toponymie
Le nom de la localité est attesté sous les formes molendinum de Stagno en 1241, l'Estanc au XIIIe siècle, borgeiz de l'Estanc en 1300, stagnum Bertran en 1303.
Ce toponyme commence son existence en tant que lieu-dit et désigne une retenue d'eau sur la Douve alimentant un moulin appartenant aux Bertran, seigneurs de Bricquebec. La mention de ces derniers dans le toponyme n'apparaît qu'au début du XIVe siècle.
Le gentilé est Étanchois.

### Étymologie
L'Estanc au XIIIe siècle est un lieu-dit désignant une retenue d'eau sur la Douve alimentant un moulin. Ce moulin qui appartient à la famille seigneuriale des Bertran est également à l'origine du nom du chemin appelé la Querrière Bertran, et, dans le Calvados, de celui de la commune de Barneville-la-Bertran. Ce patronyme est issu d'un nom de baptême médiéval Bertran, du germanique Berhthramn, combinaison des éléments berht- « brillant » et -hramn « corbeau ». La graphie Bertrand, plus tardive, n’est pas étymologique, mais s’est développée par analogie avec d’autres noms ainsi terminés, tels que Durand ou Amand.

## Histoire
À l'époque gallo-romaine, pendant la Pax Romana et sous le règne d'Auguste, il est probable qu'une agglomération romaine secondaire voit le jour, aux abords du chemin dit « La Querrière Bertrand ».
Un moulin appartenant aux Bertran, seigneurs de Bricquebec, correspond encore aujourd'hui au lieu-dit le Moulin à L'Étang-Bertrand, est mentionné à plusieurs reprises dans les cartulaires de Bricquebec : ainsi, au début du XIIIe siècle, Robert Bertran donne, à la chapelle Sainte-Croix et aux deux prêtres qui la desservent, une rente de vingt-deux quartiers de froment, à prendre sur le moulin de l'Estanc, ainsi que la dîme des anguilles de la pêcherie de ce moulin. Le 5 novembre 1278, Lucas dit Le Caneluy, de Portbail, vend à Robert Bertran, chevalier, sire de Bricquebec, une rente de six boisseaux de froment à prendre sur les moulins de l'Estanc, à Bricquebec, etc.
En juillet 1325, le roi de France, Charles le Bel, concède des droits à Robert VIII Bertrand (1285-1348), bailli de Cotentin, chevalier, maréchal de France, sur la création de deux nouvelles foires annuelles : la Saint-Nicolas de mai dans son domaine de l'Étang, et la Sainte-Catherine à Bricquebec, en dédommagement de frais financiers à la suite d'une tournée des divers points du Cotentin, dans l'éventualité d'une attaque anglaise, qui durât quarante-sept jours.
La mention des borgeiz de l'Estanc en 1300 montre qu'à cette époque existait déjà une agglomération, qui prendra, petit à petit, davantage d'importance. Elle est assez étendue à partir du XVIIe siècle pour commencer à figurer sur diverses cartes de la Normandie. Une église paroissiale est créée par ordonnance du 3 juin 1845 dans l'ancienne chapelle Sainte-Croix, qui devient l'église Saint-Siméon-Stylite, et la commune de l'Étang-Bertrand est finalement détachée de celle de Bricquebec en 1895.
La commune est créée, avec Rocheville, par démembrement de Bricquebec en 1895.

## Politique et administration
| Période                                  | Période  | Identité           | Étiquette | Qualité     |
| ---------------------------------------- | -------- | ------------------ | --------- | ----------- |
| 1978                                     | 1996     | Jean Castelein     | SE        | Menuisier   |
| 1996                                     | En cours | Michel Lechevalier | SE        | Agriculteur |
| Les données manquantes sont à compléter. |          |                    |           |             |

Le conseil municipal est composé de onze membres dont le maire et trois adjoints.

## Démographie
L'évolution du nombre d'habitants est connue à travers les recensements de la population effectués dans la commune depuis 1896. Pour les communes de moins de 10 000 habitants, une enquête de recensement portant sur toute la population est réalisée tous les cinq ans, les populations de référence des années intermédiaires étant quant à elles estimées par interpolation ou extrapolation. Pour la commune, le premier recensement exhaustif entrant dans le cadre du nouveau dispositif a été réalisé en 2004.
En 2022, la commune comptait 344 habitants, en évolution de +1,78 % par rapport à 2016 (Manche : −0,31 %, France hors Mayotte : +2,11 %).
Au premier recensement après création, en 1896, L'Étang-Bertrand comptait 415 habitants, population jamais atteinte depuis.
| 1896 | 1901 | 1906 | 1911 | 1921 | 1926 | 1931 | 1936 | 1946 |
| ---- | ---- | ---- | ---- | ---- | ---- | ---- | ---- | ---- |
| 415  | 339  | 344  | 331  | 324  | 312  | 284  | 318  | 319  |

| 1954 | 1962 | 1968 | 1975 | 1982 | 1990 | 1999 | 2004 | 2006 |
| ---- | ---- | ---- | ---- | ---- | ---- | ---- | ---- | ---- |
| 323  | 248  | 243  | 205  | 245  | 264  | 280  | 293  | 295  |

| 2009 | 2014 | 2019 | 2022 | - | - | - | - | - |
| ---- | ---- | ---- | ---- | - | - | - | - | - |
| 354  | 340  | 346  | 344  | - | - | - | - | - |

## Énergie
À partir du poste de transformation de Menuel, lieu-dit de la commune, l'électricité produite par la centrale nucléaire de Flamanville est distribuée dans le réseau français, vers les postes de Tollevast (Cherbourg-en-Cotentin), de Tourbe (Caen), de Domloup (Rennes) et d'Oudon (Laval).
L'électricité produite par le parc éolien offshore géant Centre Manche 1 devrait transiter par le poste de Menuel, l'atterrage se faisant à Saint-Marcouf-de-l'Isle,.
Le projet  de liaison par câble France-Alderney-Britain, connu sous l'acronyme FAB Link, est à l'arrêt en raison du Brexit.

## Culture locale et patrimoine

### Lieux et monuments
- Église Saint-Siméon des XVIIIe remaniée au XIXe siècle avec son cimetière. La nef est bâtie en style XIIIe et XVIe pour la tour. Clocher en dôme (remplacé en novembre 2013), fronton du portail sculptée, statuaire du début XIXe siècle. L'église paroissiale est créée par ordonnance du 3 juin 1845 dans l'ancienne chapelle Sainte-Croix-des-Bois, ancienne chapelle du manoir de l'Étang-Bertrand, et qui prend le nom de Saint-Siméon Stylite[37].

Elle abrite un bas-relief la Descente de croix et la Résurrection du Christ du XIXe, des fonts baptismaux du XIXe, les statues de saint Vincent, saint Siméon et saint Sébastien du XIXe, une verrière des XIXe-XXe de Mazuet, un retable du XVIIe, une Vierge à l'Enfant.
- Croix de cimetière du XIXe siècle
- Puits en pierre près de l'église.
- Lavoirs au Becquet et à Planquette.
- Deux pigeonniers : au bourg et à l'Oraille.
- Ancien moulin.
- La Dalle (XVIIe siècle).
- Ferme-manoir (XVIIe siècle).
- La Piletterie.
- Méandres de la Douve.
- Ancien camp romain (non avéré, mais plausible) qui est rapporté par la tradition, au lieu-dit Grand-Camp, sur un plateau dominant l'Ouve[37].
- Stèle à la mémoire des membres du B 26 Marauder qui s'écrasa, touché par la Flak allemande de Négreville, sur la commune lors de la Seconde Guerre mondiale[37].

### Activité et manifestations
Une fête annuelle, la Saint-Louis, a lieu dans la commune, mais, faute de bénévoles, n'a pas eu lieu en 2013.
Les activités locales ordinaires (comité des fêtes, bibliothèque, association des parents d'élève du RPI, etc.) sont complétées par un moto club, les Goublins, et l'auto club étanchois.

### Héraldique
| Blason de L'Étang-Bertrand | Blason  | Tiercé en pairle renversé : au 1re de gueules à trois léopards d'or, l'un au-dessus de l'autre, au 2e d'or à un lion de sinople couronné d'argent, au 3e d'azur à la burelle ondée abaissée d'argent et surmontée d'une colonne du même. |
| Blason de L'Étang-Bertrand | Détails | Les trois léopards d'or sur champ de gueules rappellent les armoiries de la Normandie Adopté en 2024. |